# Cymbopogon ambiguus
Cymbopogon ambiguus är en gräsart som först beskrevs av Eduard Hackel, och fick sitt nu gällande namn av Aimée Antoinette Camus. Cymbopogon ambiguus ingår i släktet Cymbopogon, och familjen gräs. Inga underarter finns listade i Catalogue of Life.